# Stefan Malmström
Kjell Peter Stefan Malmström, född 5 juli 1958, är en svensk TV-producent, manusförfattare, föreläsare och författare.
Efter studier vid Högskolan i Växjö i mitten av 1980-talet arbetade Malmström som journalist inom press, radio och TV i några år innan han började producera barnprogram. Dockshowen Rummel och Rabalder för TV4 var det första projektet. Han producerade och regisserade även Anki & Pytte för Sveriges Television 2000–2003; programmet utsågs till Nordens bästa småbarnsmagasin 2002.
Han har producerat och skrivit manus till ett tiotal barn- och ungdomsprogram för Sveriges Television. Han har också skrivit manus till beställningsfilmer och nätbaserade utbildningar genom det egna produktionsbolaget TicTac AB.
Åren 2007–2009 arbetade Malmström som studio manager för Power Challenge, ett webbspelföretag i Karlskrona. Han har därefter arbetat som näringslivschef på Region Blekinge, som skolansvarig på utbildningsföretaget Hyper Island, som affärsutvecklare på Blue Science Park och han driver nu det egna konsultföretaget TicTac Consulting och är medlem i konsultnätverket Edgify i Karlskrona.
I november 2017 debuterade Malmström som romanförfattare då hans thriller Hjärntvättad gavs ut. Boken är baserad på hans egna upplevelser i Scientologikyrkan i Hässleholm på 1970- och 1980-talet. Samtidigt som boken släpptes började han också föreläsa, främst på gymnasieskolor, om sekter och totalitära rörelser. 2019 köpte det brittiska förlaget Silvertail Books världsrättigheterna till Hjärntvättad och boken gavs ut på engelska i september samma år under titeln Kult.